# Urlaubsbescheinigung
Eine Urlaubsbescheinigung ist im Personalwesen eine Bescheinigung des Arbeitgebers bei Beendigung des Arbeitsverhältnisses über den im laufenden Kalenderjahr gewährten oder abgegoltenen Urlaub. 

## Allgemeines
Die Urlaubsbescheinigung ist eines der Arbeitspapiere, die der Arbeitgeber dem Arbeitnehmer bei Beendigung des Arbeitsverhältnisses gemäß § 6 Abs. 2 BUrlG auszuhändigen hat. Sie dient dazu, den nachfolgenden Arbeitgeber über bereits im laufenden Kalenderjahr gewährten oder abgegoltenen Urlaub zu informieren, damit dieser beurteilen kann, wie viel Urlaub dem neuen Arbeitnehmer noch zu gewähren ist. Die Bescheinigung soll einen höheren Urlaubsanspruch ausschließen.
Wird mit dem neuen Arbeitgeber eine Probezeit vereinbart, kann der Urlaubsanspruch für das verbleibende Kalenderjahr ebenfalls abweichen.

## Inhalt
Die Urlaubsbescheinigung muss folgende Angaben enthalten:
- persönliche Arbeitnehmerdaten (Name usw.),
- Kalenderjahr, für das sie ausgestellt worden ist,
- Zeitraum, in dem das Arbeitsverhältnis bestanden hat,
- Höhe des in diesem Kalenderjahr entstandenen Urlaubsanspruchs,
- Zeiträume, in denen Urlaub gewährt und genommen wurde (gewährten Resturlaub des Vorjahres dabei ignorieren oder kenntlich machen),
- Anzahl der Tage, für die eine Abgeltung von Urlaub gezahlt wurde.

## Sonstiges
Die Urlaubsbescheinigung muss sämtlichen Urlaub umfassen, also auch beispielsweise einen höheren Tarifurlaub oder Sonderurlaub.